# مريغل
مريغل قرية سوريّة تتبع إداريّاً لمحافظة حلب منطقة أعزاز ناحية صوران، بلغ تعداد سكانها 157 نسمة حسب التعداد السكاني لعام 2004.